# Cuevas de Almudén
Cuevas de Almudén è un comune spagnolo di 104 abitanti situato nella comunità autonoma dell'Aragona.